# Adsubia
Adsubia (trong tiếng Valencia, L'Atzúvia) là một đô thị ở comarca Marina Alta ở phía bắc của Alicante, ở cộng đồng Valencia, Tây Ban Nha.
Đô thị này nằm ở độ cao 102 m trên mực nước biển, cách Denia 27,8 km và cách Alicante 105 km, cách Valencia 92 km. Adsubia có diện tích 14,73 km² và dân số 668 người (điều tra dân số của INE năm 2007), mật độ 45,35 người/km². Mã số bưu chính là 03786, mã vùng điện thoại: 96
Đô thị này nằm trong thung lũng Pego. Các đô thị giáp ranh là: Villalonga và Oliva về phía bắc; Oliva và Pego về phía đông; Vall de Gallinera và Villalonga về phía tây; Vall de Gallinera và Pego về phía nam.